# Scarborough Fair (marked)
 For alternative betydninger, se Scarborough Fair. (Se også artikler, som begynder med Scarborough Fair)
Scarborough Fair var et marked, som under senmiddelalderen var et vigtigt sted for handlende fra hele England i kystbyen Scarborough i North Yorkshire i England. Markedet begyndte den 15. august og varede i 45 dage, hvilket var usædvandlig længe for et marked for denne tid. Markedet blev besøgt af handelsmænd fra hele England, Norge, Danmark, de baltiske stater og fra det byzantinske rige. Oprindelsen var et privilegium udfærdiget af Henrik 3. af England den 22. januar 1253. Privilegiet indebar at "borgerne og deres efterkommere altid må have et årlig marked i Borough fra Jomfru Marias himmelfærd til efterfølgende Mikkelsdag". (I den moderne katolske kalender motsvares dette af tiden mellem den 15. august og 29. september.) Naturligvis tiltrak en begivenhed af denne størrelse ikke kun handelsmænd. Disse skulle også underholdes og bespises. Derfor var der også store skarer af købere, sælgere og lykkesøgere, som blev tiltrukket af markedet. Priserne bestemtes via udbud og efterspørgsel hvor meget handel foregik via byttehandler. Optegnelser viser at Scarboroughs velstand sank efter 1383.
Tidligt på 1600-talet kom konkurrencen fra andre byers handel og markeder, samt at øgede skatter yderligere bidrog til markedets undergang. Markedet genopstod igen i 1700-tallet, men på grund af den hårde konkurrence ophørte markedet i 1788.
Den traditionelle "Scarborough Fair" eksisterer ikke længere, men et antal mindre begivenheder sker hver september for at mindes det tidligere marked. I juli 2006 omfattede Scarborough Fair-middelalder ridderturnering arrangeret af English Heritage udover de sædvanlige begivenheder.
Scarborough Fair nævnes i den traditionelle engelske ballade Scarborough Fair.